# Annette Strøyberg
Annette Susanne Strøyberg (Kerteminde, 7 dicembre 1936 – Copenaghen, 12 dicembre 2005) è stata un'attrice e modella danese, seconda moglie del regista francese Roger Vadim.

## Biografia
Alla morte del padre, avvenuta quando Annette era ancora molto giovane, lei e la sorella si trasferirono a vivere a Copenaghen.
In seguito Annette si recò a Parigi dove continuò il suo lavoro di modella, già iniziato in Danimarca dove era apparsa in servizi pubblicitari per la birra Tuborg. A Parigi fu notata dal regista Roger Vadim, il quale la volle nel film Le relazioni pericolose. Durante la realizzazione del film, il regista, reduce dal recente divorzio con Brigitte Bardot, si innamorò di lei e la sposò il 17 giugno 1958. Dalla loro unione era già nata nel dicembre 1957 la figlia Nathalie, futura regista. La coppia divorziò nel 1961.
La Strøyberg si recò allora in Italia dove lavorò con il nome di Annette Stroyberg accanto ad attori del calibro di Vittorio Gassman, con cui ebbe una relazione durata circa due anni, Nino Manfredi, Paolo Ferrari, Gabriele Ferzetti e Nino Castelnuovo.
Dopo un breve matrimonio (dal 1967 al 1970) con Guy Senouf, marocchino di origine francese da cui ebbe il secondo figlio Yan, si risposò con Gregory Callimanopulos, un ricco magnate greco e trascorse molti anni negli Stati Uniti. Da questo matrimonio nacque nel 1974 Peri Callimanopulos. Dopo il divorzio, la Strøyberg si ritirò a vita privata in Danimarca, dove sposò l'avvocato Christian Lillelund. Morì di cancro il 12 dicembre 2005 a Copenaghen, all'età di 69 anni.

## Filmografia

Annette Stroyberg nel periodo del matrimonio con Roger Vadim

- Le relazioni pericolose (Les Liaisons dangereuses), regia di Roger Vadim (1959)
- Il testamento di Orfeo (Le Testament d'Orphée, ou ne me demandez pas pourquoi!), regia di Jean Cocteau (1960)
- Il sangue e la rosa (Et mourir de plaisir), regia di Roger Vadim (1960)
- Il carabiniere a cavallo, regia di Carlo Lizzani (1961)
- Anima nera, regia di Roberto Rossellini (1962)
- I dongiovanni della Costa Azzurra, regia di Vittorio Sala (1962)
- Il sorpasso, regia di Dino Risi (1962)
- Un soir... par hasard, regia di Ivan Govar (1963)
- La smania addosso, regia di Marcello Andrei (1963)
- Lo scippo, regia Nando Cicero (1965)

## Doppiatrici italiane
- Maria Pia Di Meo in Il carabiniere a cavallo, Anima nera, I dongiovanni della Costa Azzurra